# Taitō

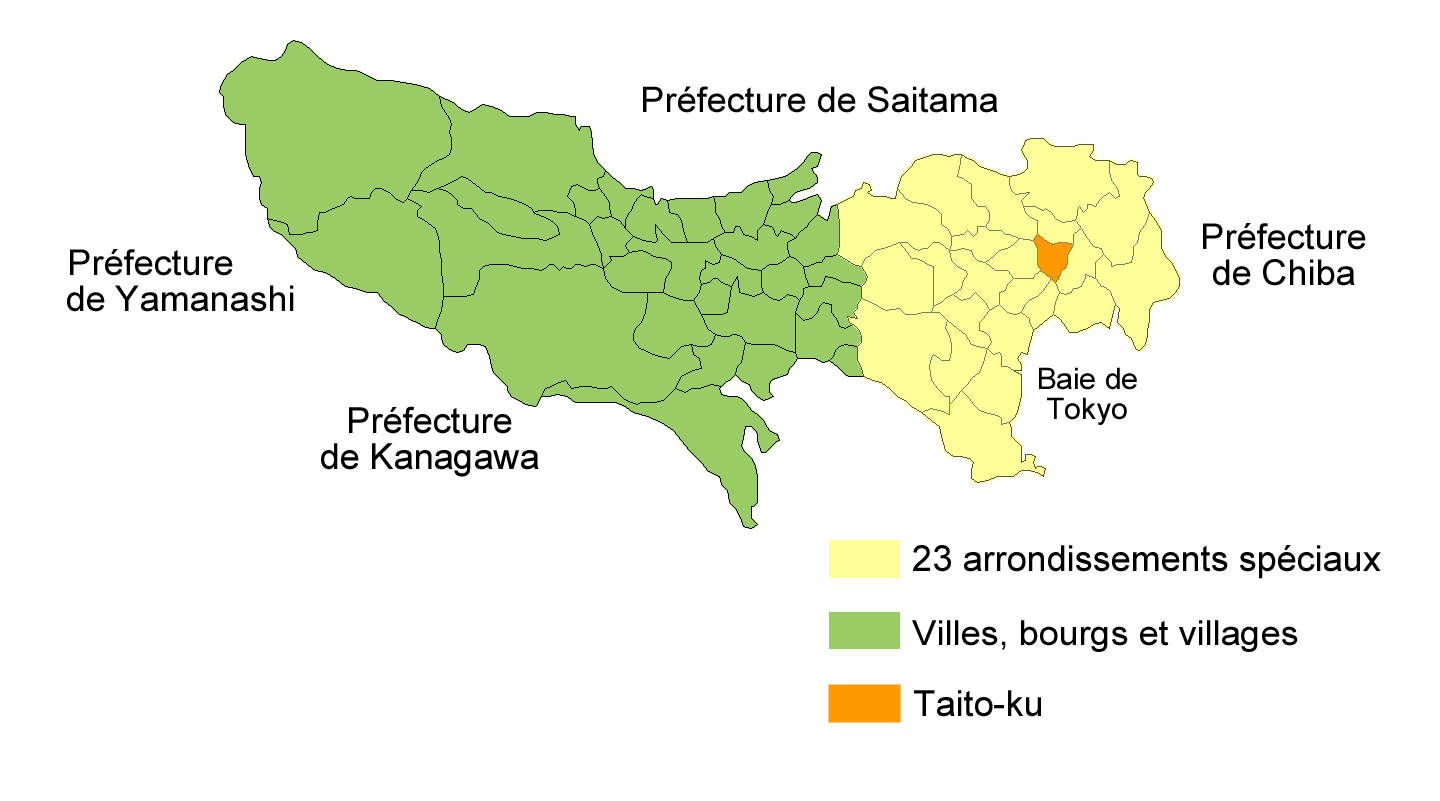
Situation de Taitō-ku dans la préfecture de Tokyo.

Pour les articles homonymes, voir Taito.
Taitō (台東区, Taitō-ku) est un des vingt-trois arrondissements spéciaux (特別区, tokubetsu-ku) formant Tokyo, au Japon. L'arrondissement a été fondé le 15 mars 1947. Sa population était de 175 346 habitants pour une superficie de 10,08 km2 en 2008.

## Quartiers

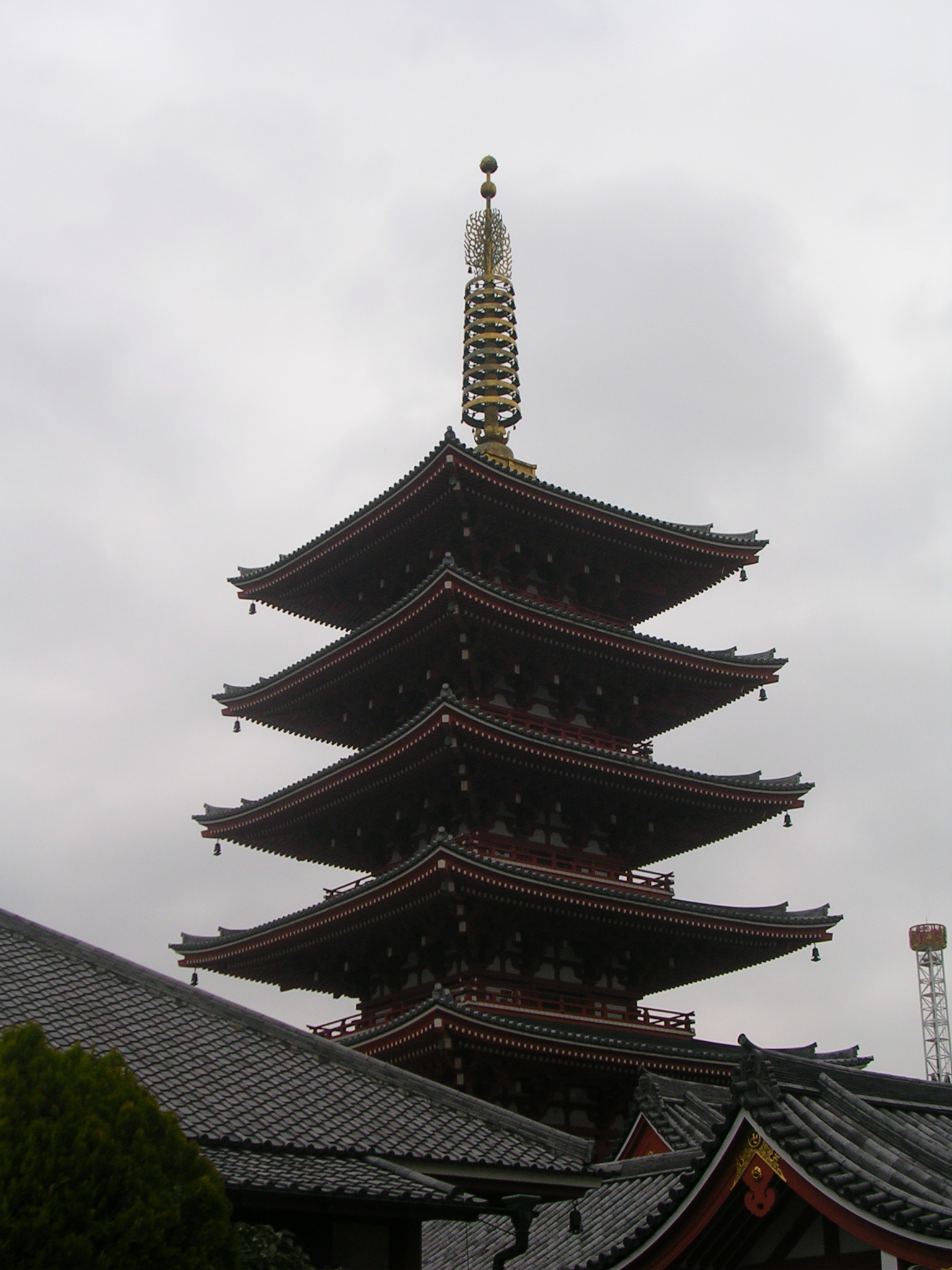
Temple Sensō-ji à Asakusa.

- Asakusa (dont la rue Kappabashi)
- Ueno
- Akihabara (en partie)
- Yanaka
- Uenokoen
- Negishi
- Iriya
- Ryusen
- Minowa
- Higashiasakusa
- Nihonzutsumi
- Kiyokawa
- Imado
- Hashiba
- Kitaueno
- Shitaya
- Higashiueno
- Matsugaya
- Nishiasakusa
- Kaminarimon (quartier)
- Hanakawado
- Motoasakusa
- Kotobuki
- Komagata
- Senzoku
- Misuji
- Kojima
- Torigoe
- Taito (quartier)
- Kuramae
- Kandaizumicho
- Asakusabashi
- Yanagibashi

## Transport
- JR East :
  - lignes Shinkansen Tōhoku, Jōetsu, Akita, Yamagata : gare d'Ueno
  - lignes Utsunomiya et Ueno-Tokyo : gare d'Ueno
  - ligne Jōban : gares d'Ueno et de Nippori
  - lignes Yamanote et Keihin-Tōhoku : gares d'Okachimachi, d'Ueno, d'Uguisudani et de Nippori
- Tokyo Metro :
  - ligne Ginza: stations Ueno-Hirokoji, Inaricho, Tawaramachi et Asakusa
  - ligne Hibiya : stations Okachimachi, Ueno, Iriya et Minowa
- Toei :
  - ligne Asakusa : stations Asakusabashi, Kuramae et Asakusa
  - ligne Ōedo : stations Ueno-Okachimachi, Shin-Okachimachi et Kuramae
- Keisei :
  - ligne principale Keisei : gare de Keisei Ueno
- Tōbu :
  - ligne Skytree : gare d'Asakusa
- Tsukuba Express : gares de Shin-Okachimachi et d'Asakusa.

## Divertissement
- Salle Vaudeville Suzumoto et Ueno

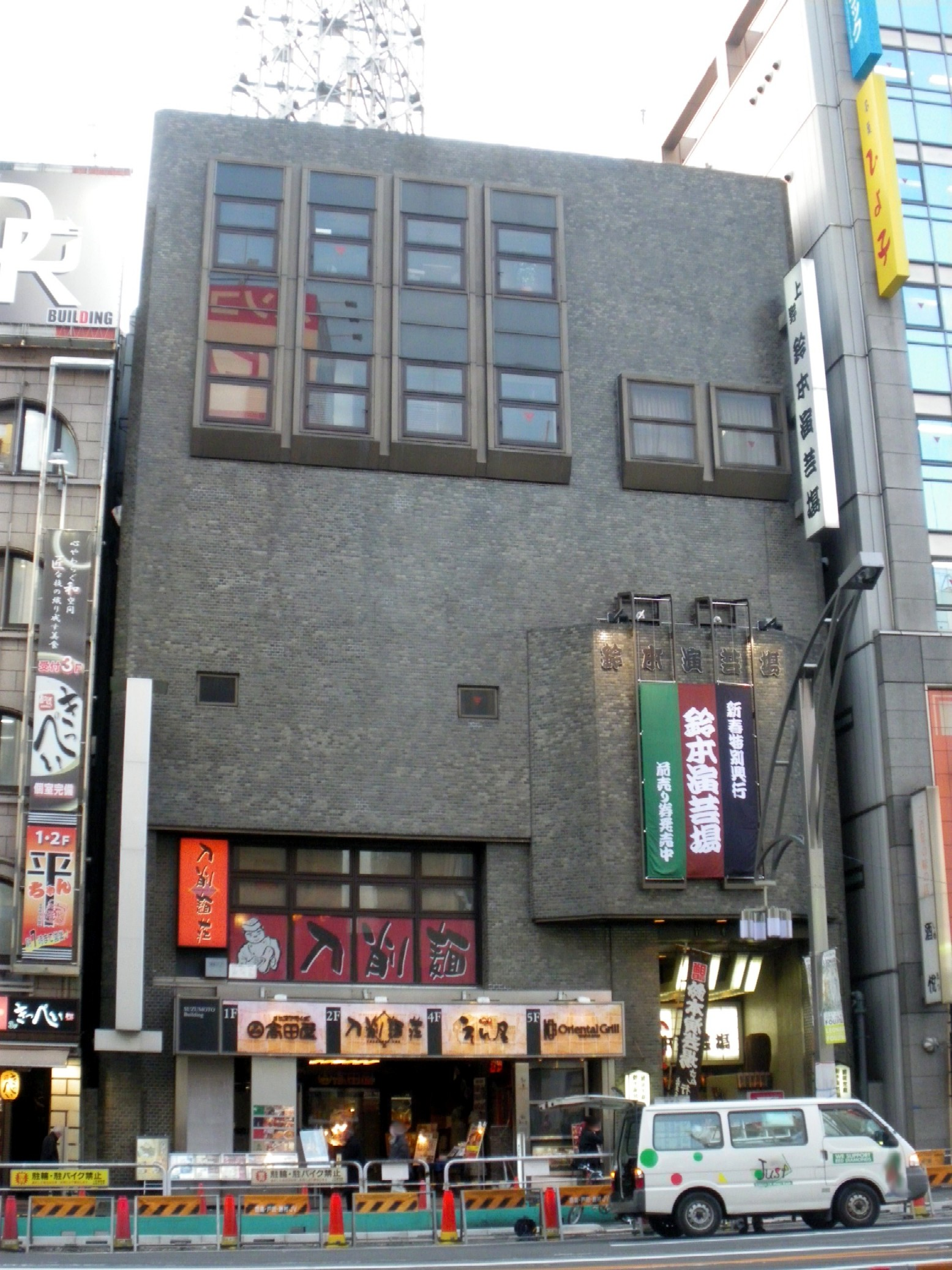
Salle Vaudeville du Suzumoto, une des plus célèbres salles de vaudeville à Tokyo.

- Salle Vaudeville Asakusa [réf. nécessaire]

## Personnalités
(classement par année de naissance)
- Aeba Kōson, traducteur de Poe et Dickens, y est né.
- Jigorō Kanō, né à Kobe, y fonde le Kōdōkan et y invente le judo en 1882.[1]
- Toshiko Yuasa, physicienne nucléaire, y est née.
- Naoharu Yamashina (1918-1997) y fonde en 1950 l'entreprise Bandai, qui y a encore son siège.
- Takeshi Kitano y a commencé sa carrière de comique (manzai).
- Ryōhei Machiya, écrivain, y est né.

## Patrimoine
- Temple zen Bairin-ji
- Musée national de Tokyo, le plus ancien et le plus grand du Japon.[2]